# Thomas Gilbert
Thomas Gilbert (XVIII secolo – dopo il 1788) è stato un marinaio ed esploratore britannico, capitano della Royal Navy e comandante della Charlotte, una nave della Prima Flotta che trasportò dei prigionieri a Botany Bay nel 1788, dove fondò una colonia penale, la prima dell'Australia.
Il suo cognome è stato dato alle isole Gilbert nel 1820 dall'ammiraglio russo (estone) Adam Johann von Krusenstern, per averle avvistate nel 1788.
| Controllo di autorità | VIAF (EN) 45731810 · CERL cnp01296295 · LCCN (EN) n85106373 · GND (DE) 1013393775 |